# Matilda Lutz

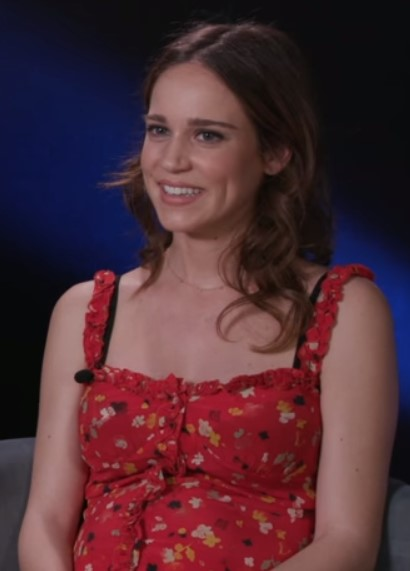
Matilda Lutz (2018)

Matilda Anna Ingrid Lutz (* 28. Januar 1991 in Mailand) ist eine italienische Schauspielerin.

## Leben
Matilda Lutz wurde als Tochter eines US-amerikanischen Fotografen und einer Italienerin in Mailand geboren. Nach dem Schulbesuch ging sie 2010 für eine Schauspielausbildung am New York Film Academy and Acting Studio nach New York. Weiteren Schauspielunterricht erhielt sie unter anderem bei Michael Rodgers am Elf teatro. Außerdem studierte sie zwei Jahre lang Psychologie an der Katholischen Universität vom Heiligen Herzen in Mailand.
Nach einer Episodenrolle in der Folge Die große Lüge (2013) der Serie Crossing Lines hatte sie 2014/15 eine wiederkehrende Rolle in der italienischen Serie Fuoriclasse von Rai Fiction als Barbara Pinaider. 2017 hatte sie eine Hauptrolle als Julia im US-amerikanischen Horrorfilm Rings, einer Fortsetzung von Ring (2002) und Ring 2 (2005) mit Naomi Watts. Ebenfalls 2017 war sie im Actionthriller Revenge von Coralie Fargeat an der Seite von Kevin Janssens als Jen in einer Hauptrolle zu sehen. Sowohl in Rings als auch in Revenge wurde sie in der deutschsprachigen Fassung von Maria Hönig synchronisiert.
In der Fernsehserie Die Medici verkörperte sie 2018 die Rolle der Simonetta Vespucci, in der deutschsprachigen Fassung lieh ihr Marcia von Rebay die Stimme. 2019 war sie in der US-amerikanischen romantischen Komödie The Divorce Party von Hughes William Thompson neben Thomas Cocquerel und Claire Holt als Katie zu sehen. In der französischen Krimiserie They Were Ten spielte sie 2020 die Rolle der Nina Goldberg, die deutschsprachige Fassung wurde von Lydia Morgenstern gesprochen. Außerdem stand sie 2020 für Dreharbeiten für den Science-Fiction-Thriller Zone 414 unter der Regie von Andrew Baird mit Guy Pearce und Travis Fimmel vor der Kamera.
Im Netflix-Horrorfilm A Classic Horror Story (2021) von Paolo Strippoli und Roberto De Feo übernahm sie als Elisa eine weitere Hauptrolle. In der im April 2024 veröffentlichten Netflix-Serie Briganti: Das Gold des Südens verkörperte sie an der Seite von Michela De Rossi die Hauptrolle der Michelina. Für die Comic-Verfilmung von Red Sonja von Regisseur M.J. Bassett mit Wallis Day als ihre Halbschwester Annisia wurde sie für die Titelrolle besetzt.
Matilda Lutz heiratete den Schauspieler Antonio Folletto, im September 2018 wurden sie Eltern eines gemeinsamen Sohnes.

## Filmografie (Auswahl)
- 2011: The Lost Scent in D minor (Kurzfilm)
- 2013: Crossing Lines – Die große Lüge  (Fernsehserie, Episode 1x03 Desperation & Desperados)
- 2013: L'ultima ruota del carro
- 2014: Somewhere Beautiful
- 2015: Mi chiamo Maya
- 2014–2015: Fuoriclasse (Fernsehserie, 16 Episoden)
- 2016: L'Universale
- 2016: L'estate addosso
- 2017: Rings
- 2017: Revenge
- 2018: Megan (Kurzfilm)
- 2018: Die Medici (Fernsehserie, 8 Episoden)
- 2019: The Divorce Party
- 2020: They Were Ten (Ils étaient dix, Mini-Serie, 6 Episoden)
- 2021: A Classic Horror Story
- 2021: Zone 414
- 2022: Final Cut of the Dead (Coupez!)
- 2023: Reptile
- 2023: Helen's Dead
- 2024: Magpie
- 2024: Briganti: Das Gold des Südens (Briganti, Fernsehserie, 6 Episoden)
- 2025: Red Sonja